# 2. deild Wysp Owczych (1987)
W roku 1987 odbyła się 44. edycja 2. deild Wysp Owczych – drugiej ligi piłki nożnej Wysp Owczych. W rozgrywkach brało udział 8 klubów z całego archipelagu. Klub z pierwszego miejsca awansował do 1. deild. W sezonie 1987 był to ÍF Fuglafjørður. Klub z ostatniego miejsca wyjątkowo nie spadał do 3. deild z powodu zmiany formuły rozgrywek (liczbę zespołów z ośmiu powiększono do dziesięciu). Wyjątkowo awansowano z tego powodu także B36 Tórshavn do ligi pierwszej.

## Uczestnicy
| Uczestnicy 2. deild Wysp Owczych 1986                                                                         | Uczestnicy 2. deild Wysp Owczych 1986 | Uczestnicy 2. deild Wysp Owczych 1986 | Uczestnicy 2. deild Wysp Owczych 1986 |
| --- | ------------------------------------- | ------------------------------------- | ------------------------------------- |
| ÍF | ÍF Fuglafjørður                       | 2                                     |                                       |
| Royn | Royn Hvalba                           | 3                                     |                                       |
| EB | EB Eiði                               | 4                                     |                                       |
| MB | MB Miðvágur                           | 5                                     |                                       |
| SÍF | SÍF Sandavágur                        | 6                                     |                                       |
| SÍS | SÍ Sumba                              | 7                                     |                                       |
| Spadek z 1. deild Wysp Owczych 1986                                                                           |                                       |                                       |                                       |
| B36 | B36 Tórshavn                          | 8                                     |                                       |
| Awans z 3. deild Wysp Owczych 1986                                                                            |                                       |                                       |                                       |
| B71 | B71 Sandoy                            | 1                                     |                                       |
| Oznaczenia: - kolumna pierwsza – skróty nazw drużyn, - kolumna trzecia – miejsce zajęte w poprzednim sezonie. |                                       |                                       |                                       |

## Tabela ligowa
| Lp. | Drużyna                 | M  | Z  | R | P  | Bramki | Bramki | Różn. | Pkt | Uwagi             |
| --- | ----------------------- | -- | -- | - | -- | ------ | ------ | ----- | --- | ----------------- |
| 1   | ÍF Fuglafjørður (M) (A) | 14 | 11 | 2 | 1  | 43     | 14     | +29   | 24  | Awans do 1. deild |
| 2   | B36 Tórshavn (A)        | 14 | 9  | 1 | 4  | 43     | 16     | +27   | 19  | Awans do 1. deild |
| 3   | B71 Sandoy              | 14 | 6  | 3 | 5  | 22     | 15     | +7    | 15  |                   |
| 4   | SÍF Sandavágur          | 14 | 7  | 0 | 7  | 22     | 17     | +5    | 14  |                   |
| 5   | MB Miðvágur             | 14 | 5  | 4 | 5  | 19     | 20     | −1    | 14  |                   |
| 6   | Royn Hvalba             | 14 | 6  | 0 | 8  | 16     | 33     | −17   | 12  |                   |
| 7   | SÍ Sumba                | 14 | 3  | 1 | 10 | 18     | 39     | −21   | 7   |                   |
| 8   | EB Eiði                 | 14 | 1  | 5 | 8  | 12     | 41     | −29   | 7   |                   |